# なんしよ〜ん!?北九州
なんしよ〜ん!?北九州（なんしよ〜ん きたきゅうしゅう）は、NHK北九州放送局が2004年4月から2007年3月9日まで、平日の夕方に制作・放送していた地域情報番組。
NHK福岡放送局が県内全域に向けて制作・放送していた地域情報番組『情報ワイド福岡いちばん星』に内包されていた。但し北九州局と福岡局では放送形態が以下のように異なる。
- 月曜から木曜は県内全域で、17:40頃までは「いちばん星の1コーナー」として、17:55前後からの気象情報以降のコーナーのみ局別に、それぞれ放送（合間の時間は「いちばん星」を放送）。
- 金曜
  - 北九州局では17:30～18:00に「単独の番組」として放送。
  - 福岡局ではゲストコーナー「亜紀的茶館」のみを「いちばん星の1コーナー」として放送。

以上は2006年度の編成であり、2005年度までは全曜日上記の金曜と同じ編成だった。番組の終了もNHKの再生計画の影響とみられる。

## コーナー（2006年度）

### 月曜
- あきの釣りパラダイス（不定期）
  - 重松亜紀が、遠賀町の釣具メーカー広報担当で自らも釣り師として数多くの実績を挙げている松枝大介に師事し、エリアと周辺地域の釣り場を釣り歩く。北九州近郊の季節毎の対象魚を釣り上げてゆきながら、重松が一人前の釣り師を目指す。
  - 長崎県対馬市では、松枝が釣り上げた巨大チヌに感動し重松が泣き出し、松枝ももらい泣きした。
- 宮本和知のストライク温泉（不定期）
山口県の温泉とその温泉がある地域のイチオシを紹介する。本来は山口局が制作する地域情報番組「てれのんた」で金曜日に放送されるコーナーで、「なんしよ～ん」のコーナーと素材を交換して放送されることになっている。ただし現状では、「てれのんた」では、北九州のコーナーは放送されておらず、「なんしよ～ん」でも、山口局で放送されるものの一部の回だけの放送となっている。
- おおいた湯ったり出会い旅（不定期）
こちらは大分局との素材交換により放送されている。大分局の男性ディレクターが、県内の温泉地を訪ね歩く。

### 火曜・丹友美の日
- お宝発見！商店街へ行こう（隔週）
丹友美が、エリア内の商店街へ出向きそこにある有形無形の「お宝」を発掘する。
- なんでもやってみるっちゃ！（隔週）
様々な職業を体験し、その奥の深さに迫る。

### 水曜
- 山際千津枝の食はふるさとにあり（下記以外）
北九州・京築・筑豊地域の食材産地に自ら赴き、採れたての食材を使ってオリジナルのレシピを産地の人に紹介し、一緒に食べることで地域の食材の良さを再発見する。
- カルスト台地の自然の中で～平尾台学校便り～（原則月1回）
2006年3月で閉校した市立小学校分校跡に北九州市が教育特区制度を利用して誘致したある私立小学校の1年を定点観測。平尾台の自然を活かした個性的な教育で、子どもたちがどのように成長していくかを見守る。

### 木曜
- なるほど科楽塾（隔週）
北九州市立児童文化科学館で科学おもちゃ作りを指導する小泉憲司が、大学院の理工系研究科で修士号をとったことからNHKの科学技術担当となった杉嶋亮作アナウンサーを助手に従え、身近なものを使って様々なおもちゃを作り、科学の面白さを再発見する。その結果はあの北九さんをもびっくりさせるものばかりである。
- レディーUP真剣講座（隔週）
  - 2006年に三十路になり、三十代の大台突入の重松亜紀は、これまで自身が局のプロフィールでも「ずぼらな女」だったことを述べている。そこで、大台突入を機に重松の女性としての魅力を磨き上げるため企画された。重松がまず普段の動作を行い、それに対しフィニッシングスクール代表の徳永順子が問題点などを指摘して、正しいマナーなどを指導する。
  - 一応自称「レディー」という北九さんも参加するが、木曜なので、やはり最初から「毒」丸出しになることもある。しかし徳永もうまくやり返し、また北九さんが発する素朴な疑問に対しても的確に返答・助言する。

### 金曜
- 亜紀的茶館
毎回様々なゲストを迎えて話を聞く。
- あの町この町お宝紀行（不定期）
- リバスタ音楽館
毎週日曜日にリバスタで行なわれるミニコンサートのダイジェストと次回予告。
- こちらJOSKです（不定期）
北九州局の取り組みを紹介するコーナー。
- 絵画の一滴（不定期）
北九州市立美術館が所蔵する作品の一部を紹介する。この美術館の分館は北九州局と同じリバーウォーク北九州内にある。

## 終了時のレギュラー出演者
- 重松亜紀（キャスター）
- 北九さん（番組キャラクター、というよりも「JOSKの象徴」）
- 丹友美（リポーター、火曜・水曜）
- 杉嶋亮作（北九州放送局アナウンサー。科学で遊ぶ「なるほど科楽塾」“助手”、不定期木曜）
- 田中美穂（NHK九州メディス（NHK地域子会社）所属リポーター。最終水曜「来てっちゃ！中継」。圭三プロダクション所属のフリーアナウンサーとは全くの別人である）

### VTRなどで出演した人々
- 小泉憲司（北九州市立児童文化科学館科学ものづくり指導員、不定期木曜「なるほど科楽塾」）
北九州市立児童文化科学館で「科学ものづくり指導員」として、いろんなものを作りながら科学の面白さを伝えている。
- 徳永順子（フィニッシングスクール校長、不定期木曜「レディーUP真剣講座」）
波乱万丈の人生を経て、北九州で初の「フィニッシングスクール」を立ち上げ、北九州エリアの女性にマナーや素敵に生きるためのエッセンスを教える。
- 松枝大介（釣りインストラクター・元学生釣り日本一、不定期月曜「あきの釣りパラダイス」師匠）
  - 遠賀町の釣具メーカーに広報担当として勤務。「我ら釣りキング」（福岡放送）など、地元他局の釣り番組へも業務の一環としてゲスト出演している。
  - 釣り上げた魚に感動して泣き出す重松にもらい泣きする涙もろい側面もあるが、実は釣り人としての評価は高い。高校時代から一部でその釣り技術は注目され、九州産業大学在学中には九州勢として史上初めて「全日本大学釣り選手権」で優勝を果たした他、現在までも釣り大会での優勝実績もある。
  - 2007年3月5日の最終回には巨大チヌを釣り上げた重松に卒業証書を手渡すためにスタジオに登場。番組終了後スタジオで人目をはばからず号泣した。
  - 2014年5月10日に開催された社内釣り研修大会で2位に300g以上の大差をつけ優勝。
- 宮本和知（元プロ野球巨人投手、不定期月曜「宮本和知のストライク温泉」）
- 山際千津枝（福岡県では知らぬ者無しの料理・生活デザイン研究家、不定期水曜「山際千津枝の食はふるさとにあり」）
- 益元泰江（料理研究家、「あしたのグゥー」）
上記山際の弟子。2006年度は師匠と枠を入れ替える格好で昼の番組に移行したが、引き続き穴埋めのような扱いでコーナーが放送されることがあった。番組の最終回では生放送で田中美穂と牛丼を作った。コーナーの詳細については「ぐるっと8県 九州沖縄」を参照。

## 2005年度までの主な出演者
- 小野美佳（リポーター）
2004年度に「ダイエットヒップホップ」、「きたQ調査隊」と「北九州仕事図鑑　イケメンの素」を担当。その後2006年9月までTOSスーパーニュース（テレビ大分）お天気キャスター。
- 原田大二郎（俳優）
2004年度に山口県の温泉を紹介するコーナー「やまぐち湯けむり味めぐり」（山口局制作）に出演。
- 大内義昭（東京からUターンしたミュージシャン・音楽プロデューサー）
「カンモンHERO」では地域の音楽に情熱をかける若者を応援し、「みんなで歌」では視聴者から寄せられた詞を基に曲を作り、CDも1枚出した。また、2005年度は木曜日のMCともなった。
- TAKAFUMI（西日本を代表するヒップホップダンサー）
「ダイエットヒップホップ」ではダイエットに役立つダンスを紹介。また2005年度は「来てっちゃ！中継」で中継先にちなんだダンスを創作した。なお、2006年8月30日と最終回の放送で一時的に復帰した。
- 中村有志（俳優）
重松とのロケ企画「ゆうじとあきの関門で行こう」に出演。
- 田中秀喜、塚原泰介（いずれも北九州放送局アナウンサー）
コーナーアシスタントやリポーターとして活躍。なんしよ～ん自体の縮小に伴い2006年4月からはニュースシャトル北九州のみの担当に移行した。なお田中秀喜アナは2006年7月高松局に異動。入局以来初めて、ふるさと九州を離れた。また番組開始とともに北九州に転勤したという塚原は、最終回で「あしたのグゥー」コーナーの生実況を担当し、「初めて」出来上がりの品（あしたのギューどん）を試食した。番組の終わりになってもまだ食べており、その模様がしっかりと映されていた。
- 後藤理（アナウンサー）
番組開始から北九州離任までのわずか4か月だけではあったが、進行役などを務めた。ちなみに、リバーウォーク北九州の館内紹介の映像には、離任後もNHKの紹介の映像として後藤アナが出演したこの番組の映像が使われていた。

## 特別企画
年末やそれ以外に不定期で、「福岡いちばん星」を16時台のみで飛び降り、17時のニュースに続いて番組を始めることがあった。主なものは以下のとおり。
- なんしよ～ん!?北九州　年末スペシャル（2004年と2005年の12月28日）
その1年間の総決算。様々な特集企画や中継を交えて展開。北九さんもこの日はど派手メイクで番組を進行。
- なんしよったん!?北九州（2006年12月25日～28日）
2006年の場合は、同年12月21日が北九州局開局75周年に相当することから、その記念の意味を兼ねて上記年末スペシャルを拡大。北九州局がこれまで制作してきた番組の中から厳選したものを再放送するとともに、「新日本紀行ふたたび」のように出演者たちの現在も紹介。「ニュースシャトル北九州」でも、過去に取材してきた膨大な地域の歴史映像を振り返った。ただし、27日は臨時ニュースが途中で入ったため、この日放送する予定にしていたものの一部は、翌2007年1月26日に改めて放送された。
- 北九州レボリューション（2004年度と2005年度の原則毎月最終金曜日）
北九州地域における様々な課題について地域の様々な立場の代表をスタジオに集め討議。この回では男性アナウンサーも司会進行として加わった。